# 4909 Couteau
4909 Couteau eller 1949 SA1 är en asteroid i huvudbältet, som upptäcktes den 28 september 1949 av den franska astronomen Marguerite Laugier i Nice. Den har fått sitt namn efter den franske astronomen Paul Couteau.
Asteroiden har en diameter på ungefär 5 kilometer.